# 奥列格·季莫夫
奥列格·德米特里耶维奇·季莫夫（羅馬化：Oleg Dmitriyevich Dimov；1968年3月8日—）是俄罗斯政治人物，第八届国家杜马代表。
1989年，季莫夫毕业于新西伯利亚高等军事指挥学校。2013年，他获得经济学全博士学位。2004年至2010年，他担任奥伦堡市议会代表。他辞去职务，成为奥伦堡市副市长。2011年，季莫夫被任命为奥伦堡州副州长兼州长和政府办公厅主任。2013年至2015年，他担任奥伦堡州副总理。2021年9月，季莫夫当选第八届国家杜马代表。他加入了与比荷卢联盟议会关系工作组。

## 制裁
季莫夫于2022年因俄乌战争而受到英国政府制裁。